# Macha Grenon
Macha Grenon (* 7. Juni 1968 in Montréal) ist eine kanadische Schauspielerin.

## Leben
Grenon wurde in Montréal geboren. In ihrer bisher etwa 20-jährigen Berufslaufbahn (Stand: 2010) stellte sie über 40 Rollen im Film und Fernsehen dar. In den vier Staffeln der kanadischen Fernsehserie Scoop – Die Aufreißer spielte sie die Hauptrolle, die anderen Zeitungsjournalisten, dargestellt u. a. von Roy Dupuis und Rémy Girard, Aufträge erteilte. Eine Nebenrolle verkörperte sie in der Oscar-prämierten Tragikomödie Die Invasion der Barbaren (2003) von Regisseur Denys Arcand, in der Rémy Girard in der Hauptrolle zu sehen ist.
Im Jahr 1998 wurde Grenon beim Gemini Award als beste Nebendarstellerin für The Sleep Room nominiert. 2002 folgte eine Gemeaux-Nominierung für Mon Meilleur Ennemi. 2006 wurde sie bei den 26. Genie Awards für Familia als beste Hauptdarstellerin für den Genie Award nominiert.

## Filmografie (Auswahl)
- 1988: Coeur de nylon
- 1988: Liberace – Ein Leben für die Musik (Liberace: Behind the Music)
- 1991: Teen Agent – Wenn Blicke töten könnten (If Looks Could Kill)
- 1992–1995: Scoop – Die Aufreißer (Scoop) (Fernsehserie)
- 1995: Rettung aus der weißen Hölle (Mayday)
- 1996: Coyote Run
- 1997: Haus der Mörder (La Conciergerie)
- 1998: The Sleep Room
- 2001: Mon meilleur ennemi (Fernsehserie)
- 2003: Die Invasion der Barbaren (Les Invasions barbares)
- 2005: Familia
- 2007: In deiner Haut (Si j'étais toi)
- 2010: Barney’s Version